# 王延世
王延世（?—?），字长叔，犍为郡资中（治今四川省资阳市）人，西汉治河专家。
汉成帝时王延世任校尉。成帝建始四年（前29年），黄河在馆陶（今河北馆陶）及东郡（今河南濮阳南）金堤决口，泛滥兖州、豫州，远及平原郡、千乘郡，四郡二十二县受灾。次年，王延世受任为河堤使者治河，黄河之特设专官从此开始。他主持塞堤决口，组织民工，采用李冰治水方法，命河工编制大竹笼，每个长四丈、大九围，盛满小石，用两船夹载而下，迅速将决口堵复。历时三十六日，塞决成隄。因功升迁光禄大夫，秩中二千石，赐爵关内侯。河平三年（前26年），黄河决口平原郡，他与杨焉、许商等再次治河，六个月获得成功。